# Cavtat
Cavtat (pronunciado [tsaftat]; en italiano: Ragusavecchia; en griego: Επιδαυρος) es una ciudad en el condado de Dubrovnik-Neretva de Croacia. Está situada en la costa del mar Adriático, 16 km al sur de Dubrovnik y es el centro del municipio Konavle. 

## Historia
Cavtat tiene una larga historia en la costa dálmata. Fundada por los griegos en el siglo IV a. C. con el nombre de Epidauro, al igual que la ciudad homónima del Peloponeso, tuvo como principal dios a Asclepio. El área que la rodea fue habitada por los ilirios, que llamaron a la ciudad Zaptal.
La ciudad cambió su nombre a Epidaurum cuando cayó bajo el dominio romano en el 228 a. C. Durante la guerra civil entre Julio César y Pompeyo se alinearon en favor del primero, luego fue asediada por Marco Octavio, pero fue salvada por la llegada del cónsul Publio Vatinio. Más tarde se convirtió en una colonia romana y fue ocupada durante las guerras góticas por la flota enviada por Justiniano.
Cuando la ciudad fue saqueada por los eslavos y ávaros justo antes de 614, la gente buscó refugio en una isla cercana que más tarde se unió con el continente, dando origen a la ciudad de Ragusa/Dubrovnik. A partir de ese momento Cavtat permaneció siempre bajo el control del poderoso vecino, por lo que su historia terminó siendo la misma que la de la República de Ragusa.
En italiano y en serbocroata, el nombre de la ciudad revela el origen antiguo y el vínculo con Ragusa: Cavtat, si la etimología es clara, deriva de la variante de Civitas Vetus, el nombre con el que los ciudadanos de Ragusa llamaron a su antigua ciudad.

## Economía
Hoy Cavtat es un popular destino turístico, con muchos hoteles y casas particulares que alquilan habitaciones y apartamentos. El paseo costero marítimo está lleno de tiendas y restaurantes. Un transbordador conecta la ciudad a las vecinas Mlini y Dubrovnik.

## Galería

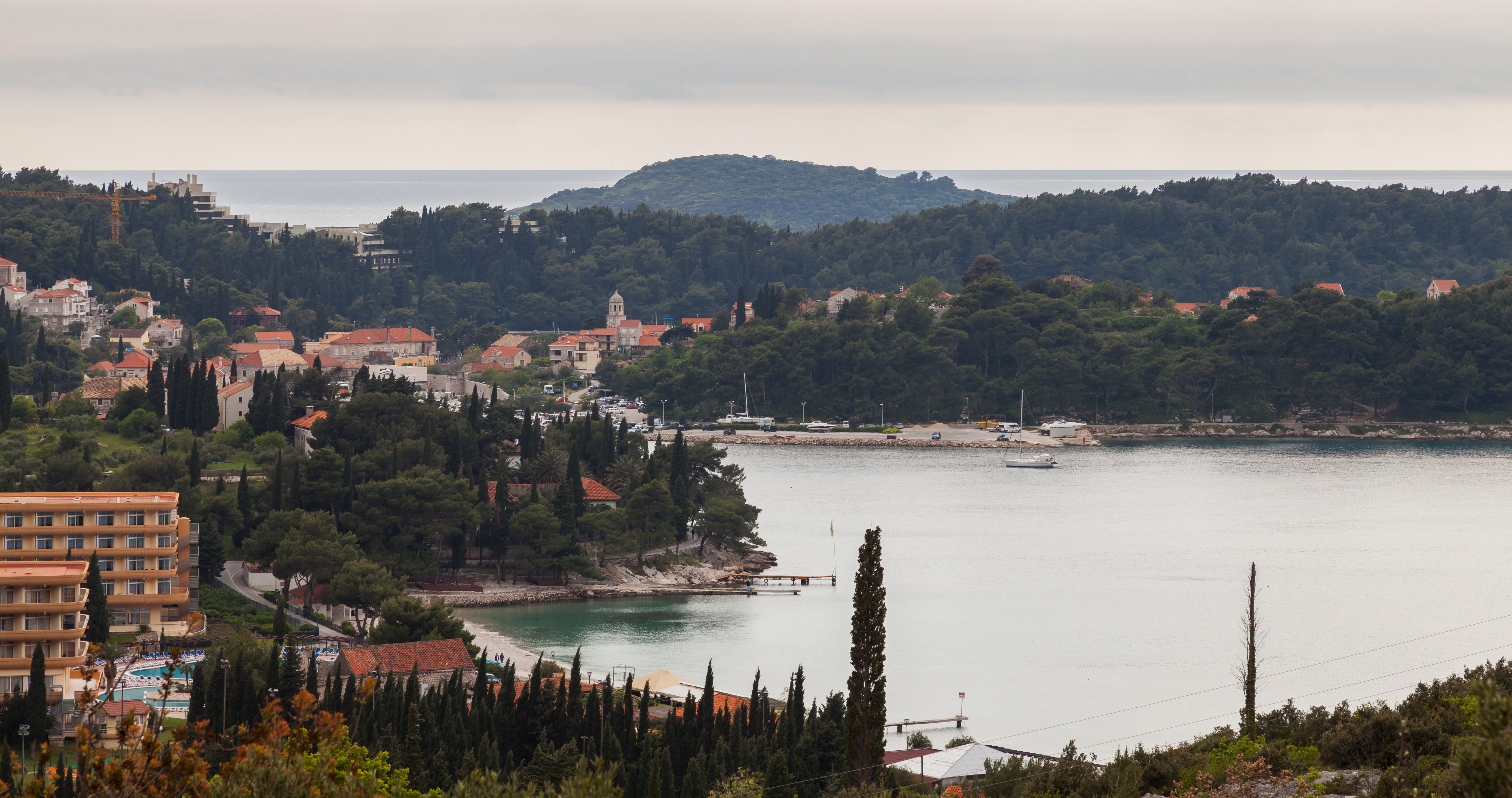
Vista de Cavtat.
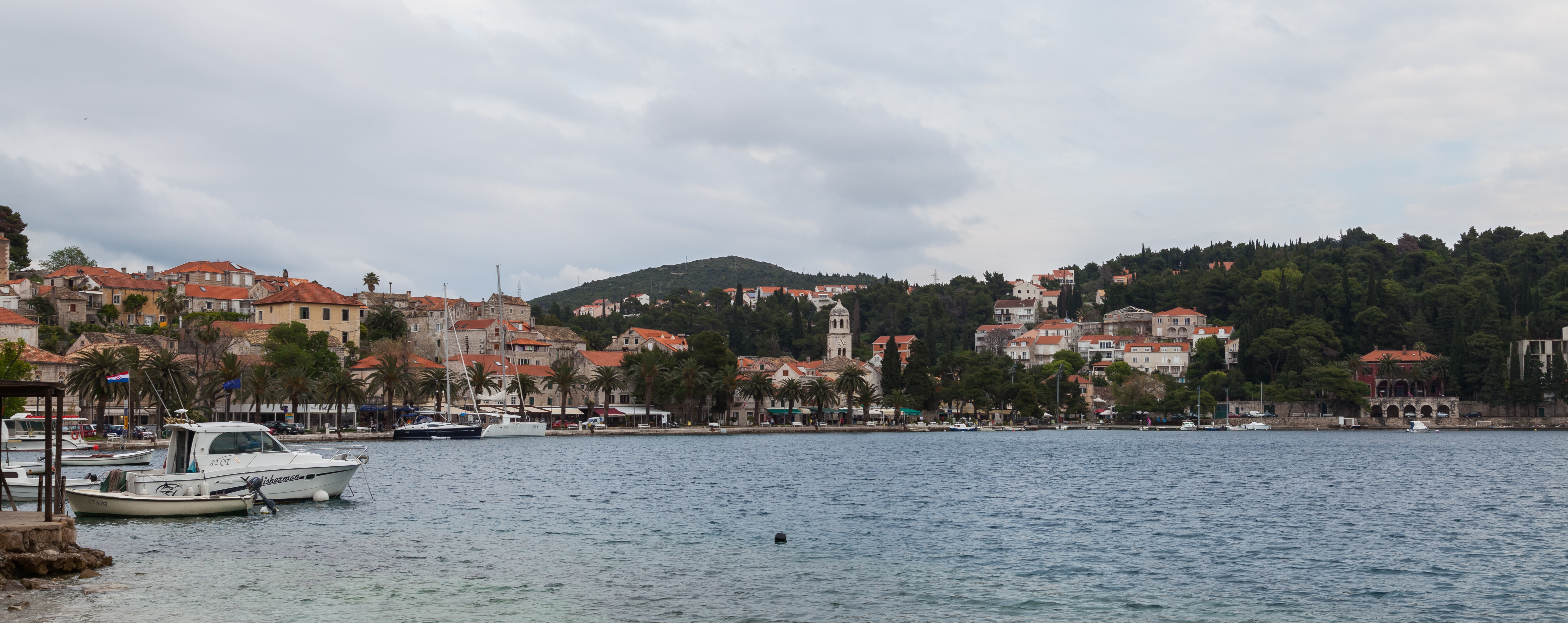
Puerto de Cavtat.
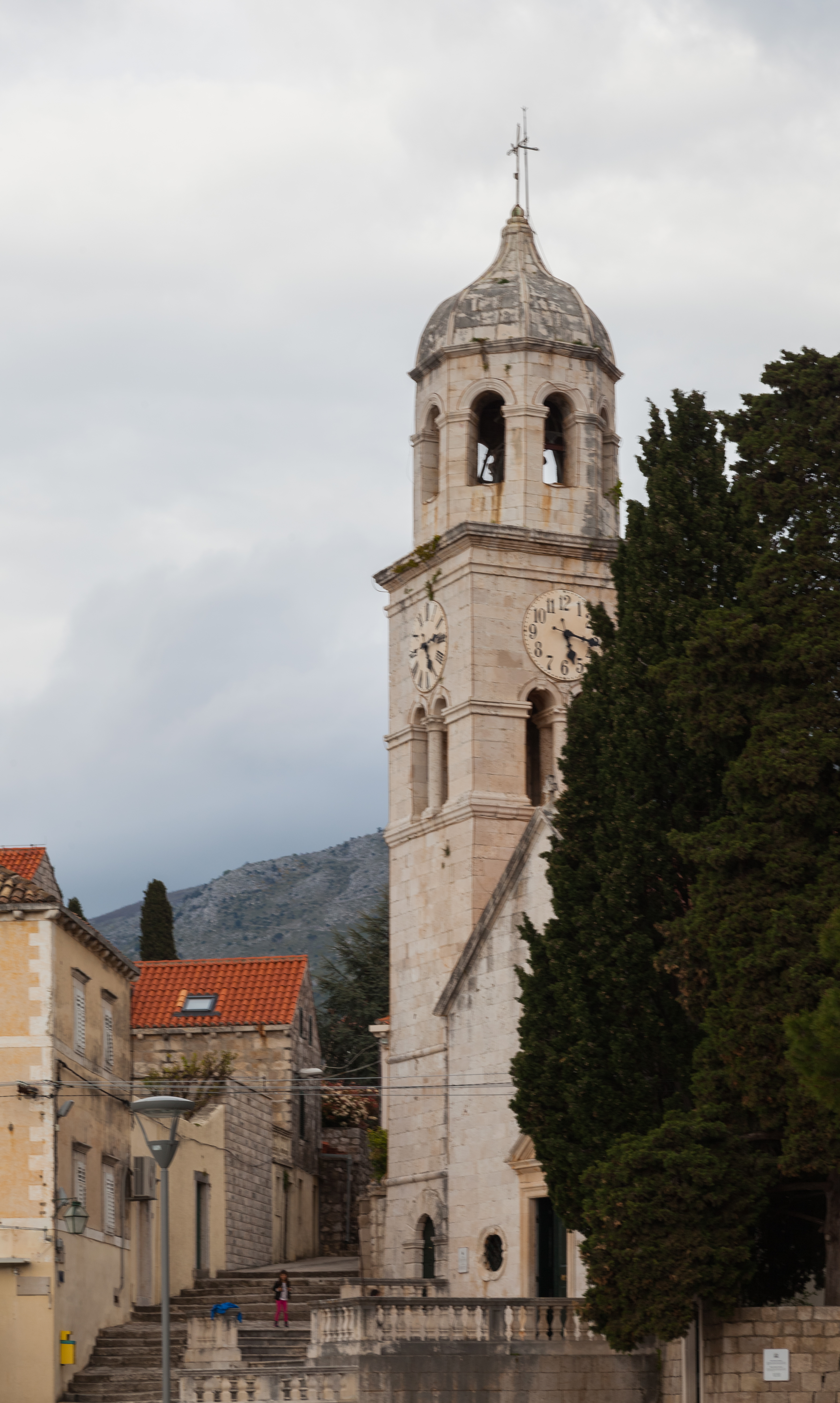
Iglesia de San Nicolás.
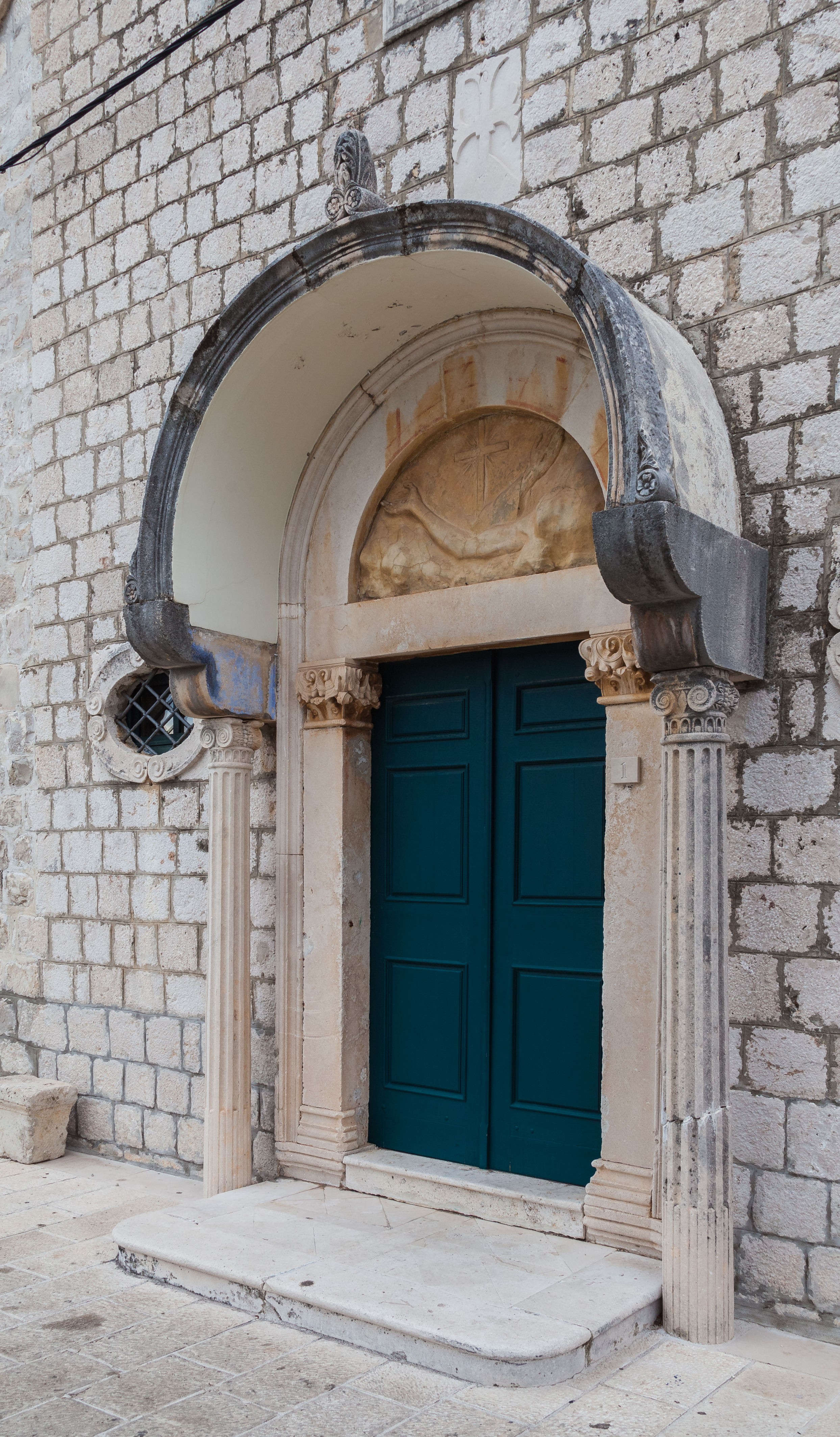
Entrada al monasterio de Nuestra Señora de la Nieve.
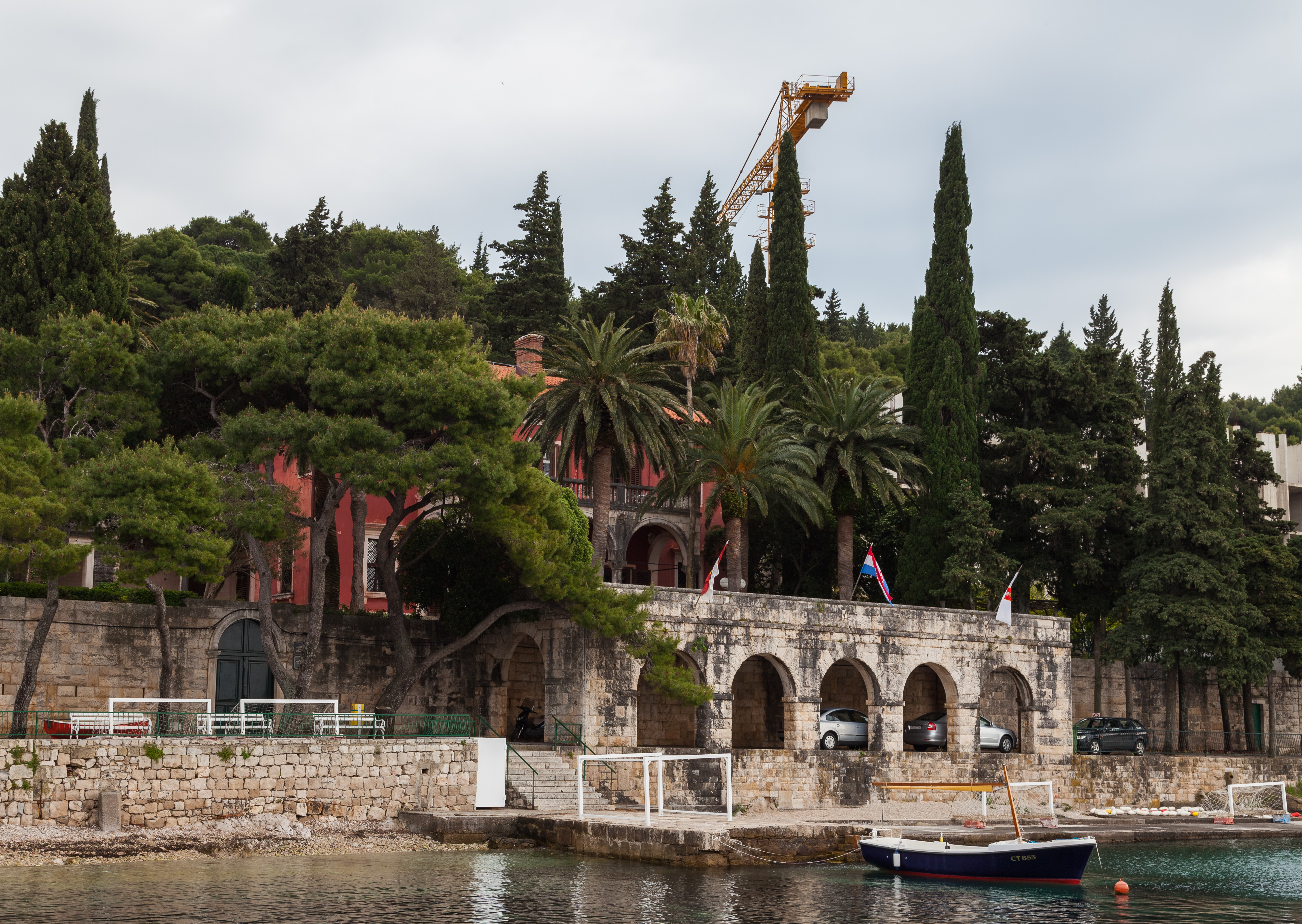
Ayuntamiento.